# Trzeci (film)
Trzeci (tyt. oryg. I treti) – albański serial telewizyjny z roku 1978 w reżyserii Alberta Mingi, na motywach powieści Neshata Tozaja Ne kerkim te te tretit.

## Opis fabuły
Qazim Beluli jest zaangażowanym komunistą, który nagle znika w tajemniczych okolicznościach. Agenci obcego wywiadu rozpowszechniają pogłoski, że uciekł z kraju. Faktycznie został zamordowany, a jego ciało ukryto.

## Obsada
- Stavri Shkurti jako Qazim Beluli
- Agim Shuke jako Gëzim
- Albert Verria jako Sali
- Pjetër Gjoka jako Vasil
- Ferdinand Radi jako Zano
- Guljelm Radoja jako porucznik Kell z CIA
- Jani Riza jako Dalip Mullixhiu
- Margarita Xhepa jako Xhevoja, żona Qazima
- Petraq Xhillari jako Selman
- Reshat Arbana jako Tomorr
- Minella Borova jako Isai
- Lec Bushati jako Sokrat
- Vangjo Kosta jako generał CIA
- Alfred Kote jako syn Vasila
- Antoneta Papapavli jako sekretarka Vasila
- Vladimir Saliu jako Aliu
- Llazi Sërbo jako Bexhet Alushi
- Vangjel Toçe jako Piro
- Demir Hyskja jako dyrektor Sigurimi
- Sandër Prosi jako szef wywiadu
- Zhaneta Papamihali jako żona Saliego
- Llazi Cifliku jako Tomi
- Veli Rada jako Fetah Mino
- Guri Kamenica jako Xhelal Shkoza
- Dhimiter Trajce jako  Ilia Shkembi
- Dhimitraq Pecani jako syn Sokrata
- Petro Kosta jako lekarz
- Shpetim Markola jako Xhon